# Vulcan Nunatak
Vulcan Nunatak är en nunatak i Antarktis. Den ligger i Västantarktis. Inget land gör anspråk på området. Toppen på Vulcan Nunatak är 684 meter över havet.
Terrängen runt Vulcan Nunatak är kuperad norrut, men söderut är den platt. Trakten är obefolkad. Det finns inga samhällen i närheten. 